# Walther Bothe
Walther Wilhelm Georg Bothe (n. 8 ianuarie 1891, Oranienburg, Imperiul German – d. 8 februarie 1957, Heidelberg, RFG) a fost un fizician, matematician și chimist german, laureat al Premiului Nobel pentru Fizică în 1954 pentru inventarea circuitului coincident. Bothe a primit o jumătate din premiu, cealaltă fiindu-i acordată lui Max Born.

## Vezi și
- Uranprojekt